# Willa III d'Arles
Willa d'Arles, o Villa, conosciuta anche come Willa di Toscana (Arles, 912 – Bamberga, dopo il 963), fu, per il matrimonio con Berengario II, Marchesa consorte d'Ivrea dal 936 al 941 e dal 945 al 950, dal 950, Regina consorte d'Italia, fino al 963.

## Origine
Secondo il cronista, Liutprando da Cremona, Vescovo di Cremona, era la figlia del conte di Avignone, poi anche conte di Arles e governatore della Provenza, ed infine Margravio di Toscana, Bosone VI di Provenza, e di Willa II di Borgogna, figlia del re di Borgogna Rodolfo I e di Willa di Provenza. Bosone era il figlio secondogenito del conte di Arles, Tebaldo (ca 860-895) e di Berta di Lotaringia (863-925), figlia terzogenita del re di Lotaringia Lotario II e della seconda moglie, Waldrada (scomunicata in quanto considerata concubina, da papa Nicola I), quindi nipote dell'imperatore Lotario I. La madre, Willa II di Borgogna, era la sorella di Rodolfo II re di Borgogna e d'Italia.

## Biografia
Nel 930 circa, Willa fu data in moglie al marchese d'Ivrea, Berengario II. Questo matrimonio è citato da Liutprando da Cremona nella sua cronaca dove specifica che la decisione, di darla in sposa al marchese d'Ivrea, fu presa dallo zio di Willa, il re d'Italia, Ugo d'Arles.
Nel 950, Willa divenne regina consorte, essendo stato incoronato Berengario re d'Italia.
La maggior parte delle notizie su Willa provengono dall'Antapodosis di Liutprando da Cremona, opera nella quale peraltro il giudizio su Berengario e Willa è alquanto malevolo. Liutprando descrive Berengario e Willa come avidi e violenti. In particolare, Willa si sarebbe comportata con crudeltà nei confronti di Adelaide di Borgogna, vedova di Lotario II di Arles, il predecessore di Berengario sul trono d'Italia, che, per volere di Willa, fu imprigionata per costringerla a sposare il suo figlio primogenito, Adalberto.
Comunque Willa rimase sempre a fianco del marito. Nell'autunno del 941 Willa, incinta, attraversò le Alpi a piedi per raggiungere Berengario che era fuggito in Svevia, chiedendo ospitalità al duca Ermanno, per sfuggire a re Ugo.
Fu ancora accanto al marito venti anni dopo, allorché l'imperatore Ottone assediò Berengario nella rocca di San Leo. Willa si asserragliò dapprima nel castello dell'isola d'Orta; espugnato il castello, Willa fu lasciata libera, e raggiunse il marito a San Leo (luglio 962). Caduta San Leo alla fine del 964, i due furono condotti prigionieri a Bamberga, in Germania, come ci viene confermato dal cronista che continuò la cronaca di Reginone.
Willa rimase vedova nel 966 e prima ancora che il marito fosse inumato si ritirò in un monastero dove prese i voti.
Di Willa non si conosce la data esatta della sua morte.

## Figli
Willa a Berengario diede sei(o sette) figli:
- Adalberto[15] (ca. 932-971) marchese d'Ivrea e re d'Italia.
- Guido[16] (ca. 940-965) marchese d'Ivrea
- Corrado[16] (?-997) marchese d'Ivrea
- Gisla[17] (?- dopo il 965), suora.
- Gilberga[17] (945-?), che nel 961, secondo i Monumenta Aquensia, aveva sposato Aleramo del Monferrato[18]
- Rozala[19] (citata senza essere nominata) (ca. 952-1003), che aveva sposato, in prime nozze, Arnolfo II di Fiandra e, in seconde nozze, Roberto II di Francia.

## Ascendenza
|                       |                        |                          | Genitori            |  |  | Nonni |  |  | Bisnonni           |  |  | Trisnonni         |  |
|                       |                        |                          |                     |  |  |       |  |  | Uberto del Vallese |  |  | Bosone il Vecchio |  |
|                       |                        |                          |                     |  |  |       |  |  | Uberto del Vallese |  |  | Bosone il Vecchio |  |
|                       |                        | …                        |                     |  |  |       |  |  | Uberto del Vallese |  |  |                   |  |
| Tebaldo d'Arles       |                        |                          |                     |  |  |       |  |  | Uberto del Vallese |  |  |                   |  |
|                       |                        | …                        | …                   |  |  |       |  |  |                    |  |  |                   |  |
|                       |                        | …                        | …                   |  |  |       |  |  |                    |  |  |                   |  |
|                       |                        | …                        | …                   |  |  |       |  |  |                    |  |  |                   |  |
| Bosone d'Arles        |                        | …                        |                     |  |  |       |  |  |                    |  |  |                   |  |
|                       |                        | Lotario II di Lotaringia | Lotario I           |  |  |       |  |  |                    |  |  |                   |  |
|                       |                        | Lotario II di Lotaringia | Lotario I           |  |  |       |  |  |                    |  |  |                   |  |
|                       |                        | Lotario II di Lotaringia | Ermengarda di Tours |  |  |       |  |  |                    |  |  |                   |  |
| Berta di Lotaringia   |                        | Lotario II di Lotaringia |                     |  |  |       |  |  |                    |  |  |                   |  |
|                       |                        | Waldrada di Wormsgau     | …                   |  |  |       |  |  |                    |  |  |                   |  |
|                       |                        | Waldrada di Wormsgau     | …                   |  |  |       |  |  |                    |  |  |                   |  |
|                       |                        | Waldrada di Wormsgau     | …                   |  |  |       |  |  |                    |  |  |                   |  |
| Willa III d'Arles     |                        | Waldrada di Wormsgau     |                     |  |  |       |  |  |                    |  |  |                   |  |
|                       | Corrado II di Borgogna | Corrado I di Borgogna    |                     |  |  |       |  |  |                    |  |  |                   |  |
|                       | Corrado II di Borgogna | Corrado I di Borgogna    |                     |  |  |       |  |  |                    |  |  |                   |  |
|                       | Corrado II di Borgogna | Adelaide d'Alsazia       |                     |  |  |       |  |  |                    |  |  |                   |  |
| Rodolfo I di Borgogna | Corrado II di Borgogna |                          |                     |  |  |       |  |  |                    |  |  |                   |  |
|                       |                        | Waldrada                 | …                   |  |  |       |  |  |                    |  |  |                   |  |
|                       |                        | Waldrada                 | …                   |  |  |       |  |  |                    |  |  |                   |  |
|                       |                        | Waldrada                 | …                   |  |  |       |  |  |                    |  |  |                   |  |
| Willa II di Borgogna  |                        | Waldrada                 |                     |  |  |       |  |  |                    |  |  |                   |  |
|                       |                        | Bosone I di Provenza     | Bivin di Vienne     |  |  |       |  |  |                    |  |  |                   |  |
|                       |                        | Bosone I di Provenza     | Bivin di Vienne     |  |  |       |  |  |                    |  |  |                   |  |
|                       |                        | Bosone I di Provenza     | Richilde            |  |  |       |  |  |                    |  |  |                   |  |
| Willa di Provenza     |                        | Bosone I di Provenza     |                     |  |  |       |  |  |                    |  |  |                   |  |
|                       |                        | …                        | …                   |  |  |       |  |  |                    |  |  |                   |  |
|                       |                        | …                        | …                   |  |  |       |  |  |                    |  |  |                   |  |
|                       |                        | …                        | …                   |  |  |       |  |  |                    |  |  |                   |  |
|                       |                        | …                        |                     |  |  |       |  |  |                    |  |  |                   |  |

### Fonti primarie
- (LA)  Monumenta Germaniae Historica, tomus III.
- (LA)  Histoire Générale de Languedoc, tomus V, Preuves.
- (LA)  Cartulaire du chapitre de l´église cathédrale Notre-Dame de Nîmes.
- (LA)  Annales Bertiniani.
- (LA)  Monumenta Germaniae Historica, tomus I.
- (LA)  Monumenta Aquensia, pars III.
- (LA)  Monumenta Germaniae Historica, tomus VIII.

### Letteratura storiografica
- Louis Halphen, Francia: gli ultimi Carolingi e l'ascesa di Ugo Capeto (888-987), in «Storia del mondo medievale», vol. II, 1999, pp. 636–661
- C. W. Previté-Orton, "L'Italia nel X secolo", cap. XXI, vol. II (L'espansione islamica e la nascita dell'Europa feudale) della Storia del Mondo Medievale, 1999, pp. 662–701.
- «Villa (o Willa)». In: Enciclopedia Biografica Universale, Vol. XIX, Roma: Istituto dell'Enciclopedia Italiana, 2007